# Pluto blir mascot
Pluto blir mascot (engelska: The Army Mascot) är en amerikansk animerad kortfilm med Pluto från 1942.

## Handling
Plutos dröm är att en dag få bli en armémascot. Han tittar på när djuren på militärbasen äter av den goda maten. Han börjar snart smida en plan för hur han ska uppnå sin dröm.

## Om filmen
Filmen hade svensk premiär den 5 november 1943 och visades på biografen Sibyllan i Stockholm.
Filmen har haft flera svenska titlar genom åren. Vid biopremiären 1943 den under titeln Pluto blir mascot. Alternativ titlar till filmen är Pluto som armémascot och Mascot i armén.

## Rollista
- Pinto Colvig – Pluto[8]